# Rauchenwarth
Rauchenwarth osztrák község Alsó-Ausztria Bruck an der Leitha-i járásában. 2022 januárjában 789 lakosa volt. 

## Elhelyezkedése

Rauchenwarth a Bruck an der Leitha-i járásban

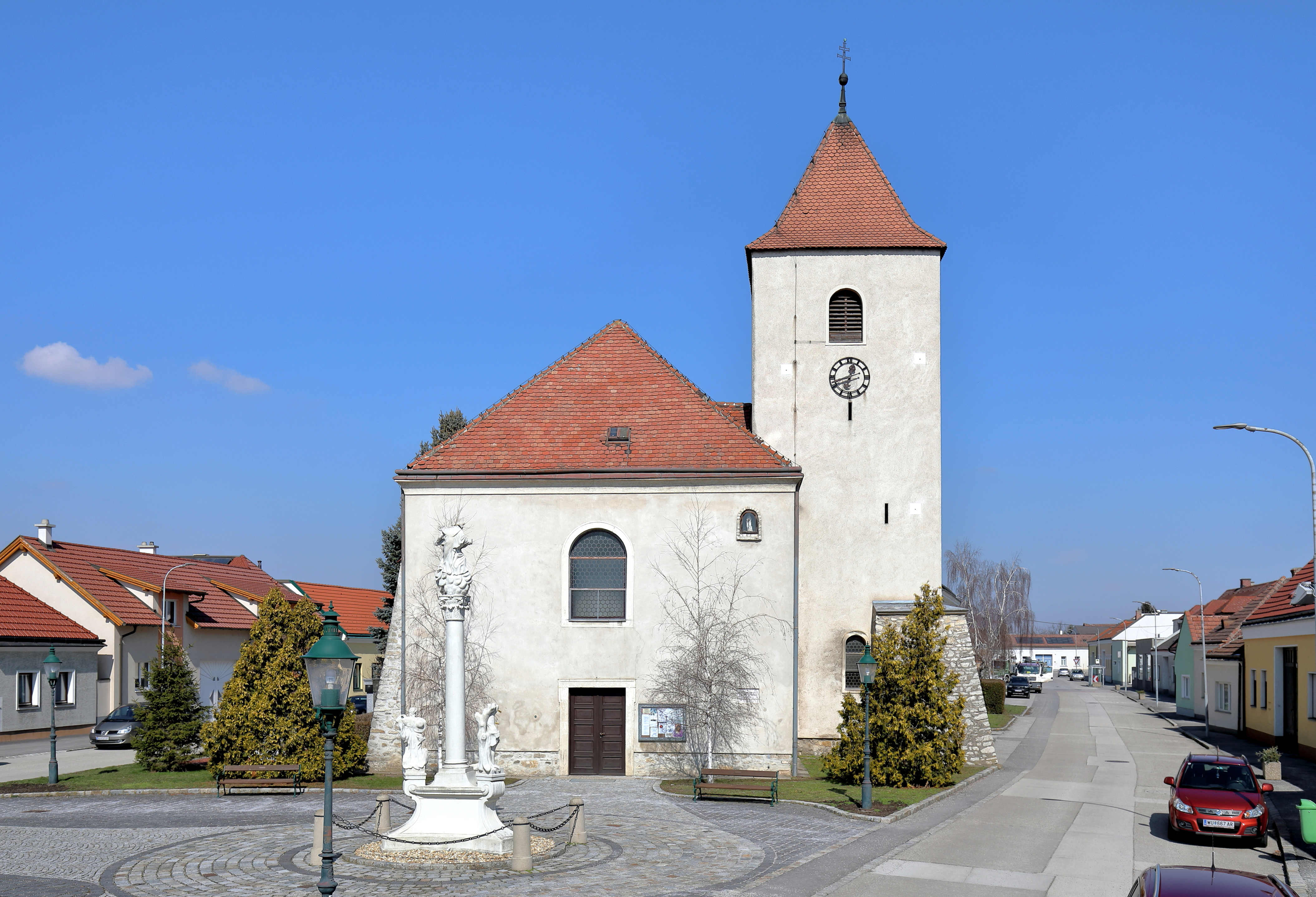
A Mária Magdolna-plébániatemplom

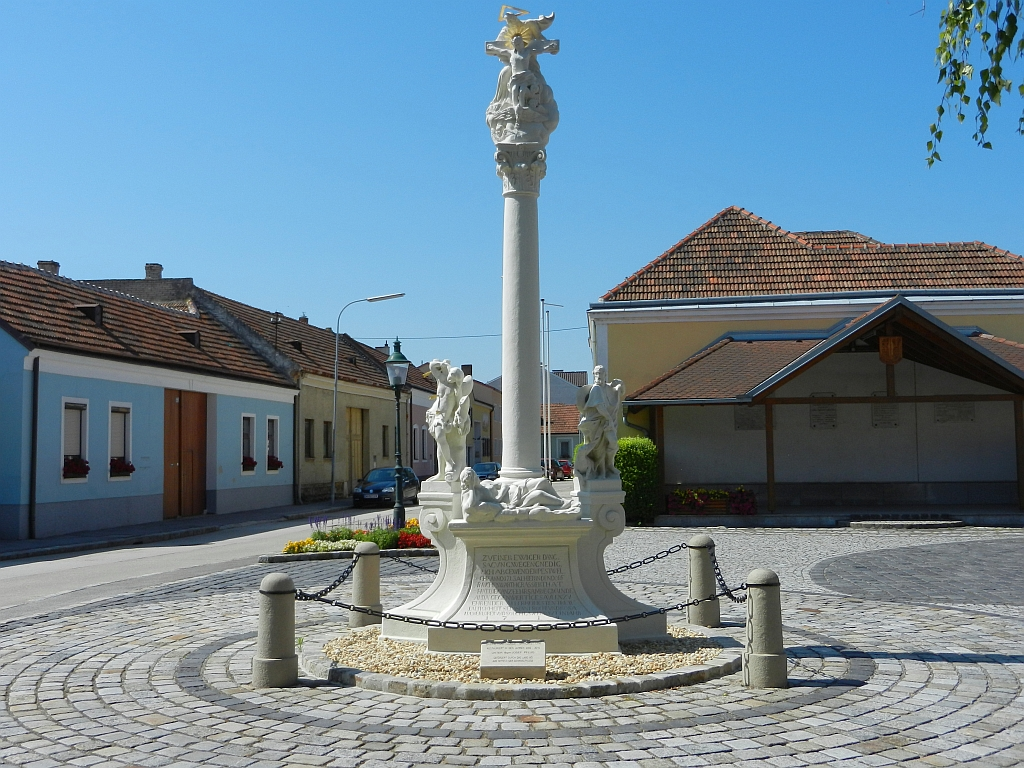
A Szentháromság-oszlop

Rauchenwarth a tartomány Industrieviertel régiójában fekszik, a Bécsi-medencében. Területének 3,1%-a erdő, 87,5% áll mezőgazdasági művelés alatt. Az önkormányzathoz egyetlen település tartozik.
A környező önkormányzatok: északra Schwechat, keletre Schwadorf, délre Ebergassing, nyugatra Himberg, északnyugatra Zwölfaxing.

## Története
Rauchenwarthot (Rovhenwart formában) 1257-ben említik először írásban. 1375-ben megemlítik templomát. 1494-ben a bécsi Szent Dorothea kolostor vásárolta meg. Bécs 1683-as török ostromakor a falu elpusztult, majd a bécsi káptalan segítségével újratelepítették. Mintegy száz évvel később a klosterneuburgi apátság alá került.
1652-ben a falu melletti erdőben gyógyító forrásra találtak, amely a későbbiekben zarándokhellyé fejlődött. A helyszínen 1718-ban kápolnát, 1772-ben pedig templomot építettek.
Az 1938-as Anschlusst követően létrehozták Nagy-Bécset és többek között Rauchenwarthot is a főváros 23. kerületéhez csatolták. A község 1954-ben nyerte vissza önállóságát, amikor az akkor létrehozott Bécskörnyéki járáshoz kapcsolták. A járás 2016-ban megszűnt, azóta a Bruck an der Leitha-i járás része. 

## Lakosság
A rauchenwarthi önkormányzat területén 2022 januárjában 789 fő élt. A lakosságszám 1981 óta gyarapodó tendenciát mutat. 2020-ban az ittlakók 92,4%-a volt osztrák állampolgár; a külföldiek közül 1% a régi (2004 előtti), 5,3% az új EU-tagállamokból érkezett. 1% az egykori Jugoszlávia (Szlovénia és Horvátország nélkül) vagy Törökország, 0,1% egyéb országok polgára volt. 2001-ben a lakosok 85,9%-a római katolikusnak, 2,5% evangélikusnak, 1,2% ortodoxnak, 2,2% mohamedánnak, 6,8% pedig felekezeten kívülinek vallotta magát. Ugyanekkor a legnagyobb nemzetiségi csoportokat a németek (89,5%) mellett a magyarok (5,3%) és a törökök (2,2%) alkották.
A népesség változása:

| 2016 | 707 |
| 2018 | 742 |

## Látnivalók
- a Mária Magdolna-plébániatemplom
- a Bründli Mária-kegytemplom
- az 1714-ben emelt Szentháromság-oszlop

## Fordítás
- Ez a szócikk részben vagy egészben  a   Rauchenwarth című német Wikipédia-szócikk ezen változatának fordításán alapul.  Az eredeti cikk szerkesztőit annak laptörténete sorolja fel. Ez a jelzés csupán a megfogalmazás eredetét és a szerzői jogokat jelzi, nem szolgál a cikkben szereplő információk forrásmegjelöléseként.